# Carlos Luis Collado Martínez
Carlos Luis Collado Martínez (San José, Costa Rica, 19 de septiembre de 1919 - Casalecchio di Reno, Reino de Italia, 10 de octubre de 1944) fue un médico costarricense, recordado en Bologna y en Costa Rica como héroe por su participación como partisano durante la ocupación de Italia por los nazis durante la Segunda Guerra Mundial. Tras participar como médico de la 63° Brigada Bolero Garibaldi, Collado murió, junto a otros 13 partisanos, en la llamada Masacre de Casalecchio di Reno el 10 de octubre de 1944, asesinado luego de ser bárbaramente torturado por los nazis.

## Biografía
Nació en San José, el 19 de septiembre de 1919. Llevó los estudios primarios en la Escuela Buenaventura Corrales y los secundarios en el Liceo de Costa Rica, tras lo cual partió a Italia en 1938 a estudiar medicina en el Instituto de Anatomía Patológica de la Universidad de Bolonia, de la que obtuvo su título como médico en 1944, obteniendo las máximas calificaciones y siendo honrado con el Premio Víctor Manuel II a la mejor tesis, acerca de tumores cerebrales, que la Comisión examinadora también recomendó publicar. Durante su estadía en este instituto, fue asistente del Dr. Armando Businco, decidido antifascista y antinacionalsocialista.
En 1944, durante la ocupación nazi de Italia luego de la caída de Mussolini, Collado, junto a otros médicos costarricenses residentes en Italia, como los doctores Jorge Astúa Caetano y Juan Fernando Laurent Stewart, conformaron el Comando de los Ángeles (llamado así en honor a la Virgen de los Ángeles, patrona de Costa Rica), con el objetivo de trabajar en asociación para ayudar a los heridos de la Resistencia partisana. Más tarde, Businco fue detenido por los alemanes, lo que, sumando al creciente sentimiento antifascista, le impulsó a ingresar en una brigada partisana, la 63.ª Bolero Garibaldi, donde brinda sus servicios como médico curando heridos y ocultando a soldados y partisanos en áreas cercanas al Hospital Sant’Orsola.
El 10 de octubre de 1944, Collado, junto a otros 12 compañeros (seis italianos y seis rusos), es capturado por la 16° Panzergrenadierdivision de las SS al mando del capitán Manfred Schmidt. El Dr. Collado, quien anteriormente había sido investigado por su participación en el Comando de los Ángeles, es llevado a las afueras de Bolonia, a una montaña cercana al pueblo de Casalecchio di Reno, donde es atado a un árbol con alambre de púas, y los nazis le pegan balas en los pies. El cuerpo del médico cae y las púas se le introducen en todo el cuerpo. Así pasa 3 o 4 días hasta que el 10 de octubre de 1944 lo pasan a la Estación Ferroviaria de Cavalcavía, donde es ultimado de un balazo en la cabeza.
Tras su muerte, su cuerpo fue arrojado a una fosa común, de la que fue recuperado por Businco, quien lo colocó en la cripta de su familia, y luego sus restos fueron trasladados a Costa Rica, donde se le realizaron honras fúnebres y descansan en el Cementerio General de San José desde el 15 de enero de 1946.

## Legado
En 1945 se le honró con la medalla Garibaldina. La obra y muerte del Dr. Collado es recordada cada 10 de octubre en la Universidad de Bolonia, donde es honrado como defensor de la libertad humana. Es recordado en los sacrarios de los partisanos de Bologna, en la Conmemoración de la liberación de Casalecchio, en una placa en la Universidad de Bolonia, es considerado uno de los mártires de Calvacavia, y el pabellón de cirugía de esa universidad lleva su nombre. También una calle de la ciudad lleva su nombre, así como una placa en el Jardín República de Costa Rica recuerda su historia. Todos los años, durante tres o cuatro días, se realizan actos de conmemoración tanto en Rasiglio, como en Casalecchio, en la plaza en donde fue el martirio y está el monumento, en el Hospital Sant`Orsola en Bologna y Actos Artísticos en Auditorios de Casalecchio.
En Costa Rica, la Asociación de Amistad Costa Rica-Italia lleva el nombre del Dr. Collado. En 1946, el Colegio de Médicos y Cirujanos de Costa Rica le confirió la membresía honoris causa, colocando su retrato en el los salones del Colegio. El Centro Rural de Asistencia de Golfito lleva el nombre de Dr. Carlos Luis Collado y se colocó ahí su retrato. El 12 de agosto de 2015 la Municipalidad de San José, en el Parque Jardín de Paz situado frente a la Escuela Buenaventura Corrales, develó un monumento con el busto del Dr. Collado, para perpetuar la memoria de este héroe nacional.
El 26 de abril de 2017 fue declarado Benemérito de la Patria por la Asamblea Legislativa de Costa Rica.